# Kulturell Kreative
Unter den Kulturell Kreativen oder Kulturschöpferischen verstehen der Soziologe Paul H. Ray und die Psychologin Ruth Anderson ein Segment in der US-amerikanischen Gesellschaft, das nach ihrer Untersuchung bereits 50 Millionen erwachsene Amerikaner umfasst und auch weltweit als die am schnellsten wachsende Werteszene gilt. Basis der Untersuchung war eine Werteforschung über einen Zeitraum von 13 Jahren, bei der insgesamt 100.000 US-Amerikaner befragt wurden. Das Ergebnis wurde im Jahre 2000 präsentiert.
Dieses Segment (die „neuen Progressiven“) hat sich erst vor kurzem jenseits der üblichen Paradigmen (Modernisten versus Traditionalisten oder Konservative) entwickelt. Die Identitätssuche ist von der Auseinandersetzung mit Materialismus und Hedonismus geprägt. Kulturell Kreative sind Menschen, die in ihrer jeweiligen Kultur holistische, kreative Werte vertreten.
Menschen, die diesem Persönlichkeitsstil entsprechen, fühlen sich verhältnismäßig isoliert und haben noch kein Bewusstsein ihrer Existenz als gesellschaftliche Gruppierung herausgebildet, obwohl ihre Zahl steigend ist. Ihr Lebensstil ist von Gesundheits- und Umweltbewusstsein geprägt.
Menschen, die erstmals auf den Begriff „Kulturell Kreative“ stoßen, meinen meist, es handle sich dabei um Künstler, die in den traditionellen „Kultur“-Bereichen Theater, Museen, Musik, Malerei etc. tätig sind. Um dies zu vermeiden und deutlich zu machen, dass es sich um eine Bewegung handelt, die im Begriff ist, eine neue Kultur als Ganzes zu schaffen und zu prägen (= kreieren), empfehlen einige Redaktionen kulturkreativer Medien sowie das Club of Budapest WorldShift Network, unter dessen Schirmherrschaft weltweit Studien zu den Kulturkreativen durchgeführt werden, in Zukunft im Deutschen den zusammengezogenen Begriff „Kulturkreative“ zu verwenden. Hier liegt die Betonung auf „Kultur“, und es wird deutlicher, dass es sich um einen zivilgesellschaftlichen Prozess handelt, der keinerlei „kulturtechnisches“ Spezialwissen voraussetzt. Diese Begriffsklärung wurde mit Paul Ray, dem Präger des Terminus „cultural creatives“ diskutiert und abgestimmt.